# Assumption (Ohio)

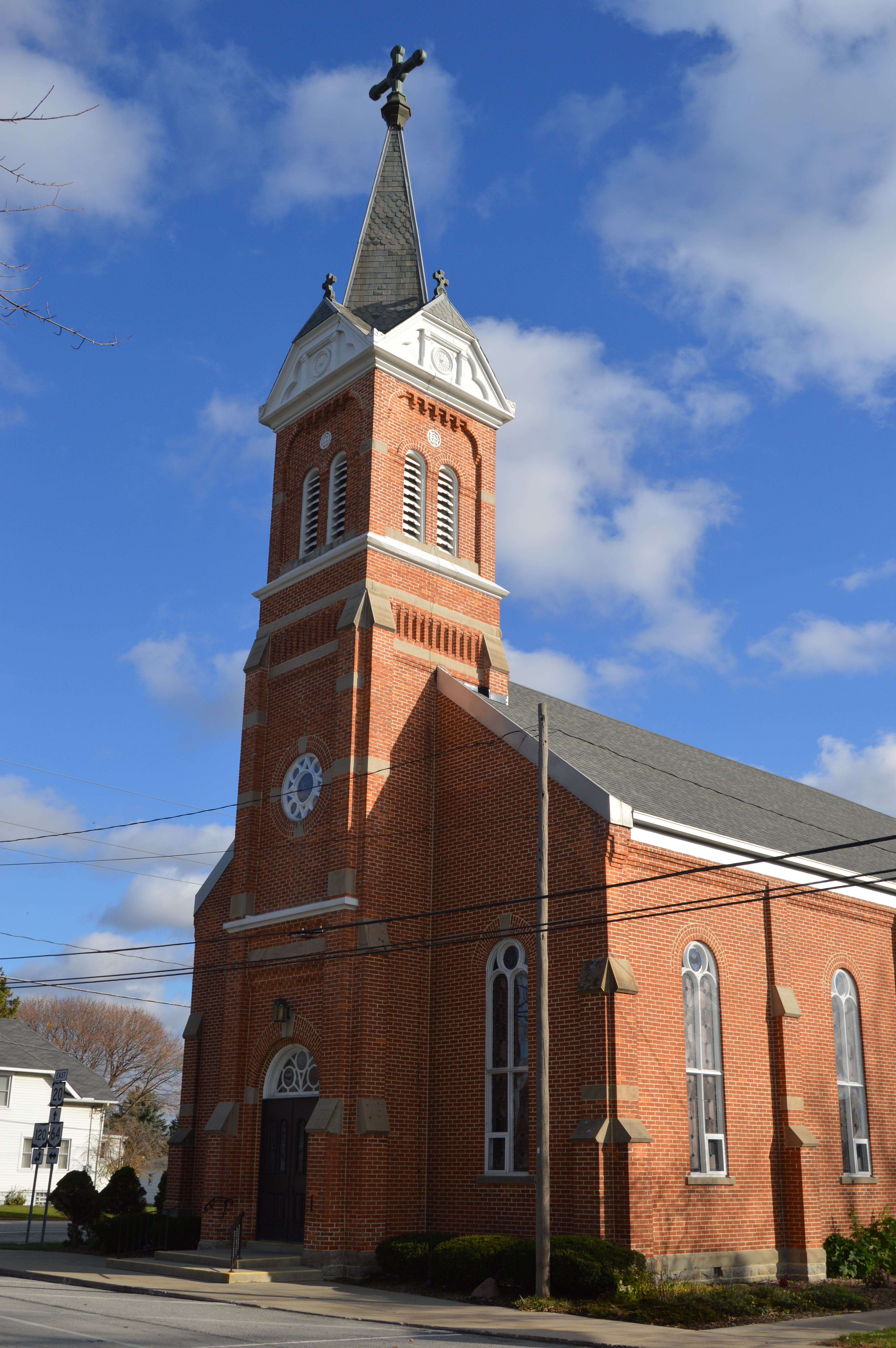
Igreja Católica da Santíssima Trindade

Assumption é uma pequena comunidade não incorporada e também uma comunidade historicamente irlandesa (católica) no sul de Município de Amboy, Condado de Fulton, Ohio, Estados Unidos . Parte da Área Metropolitana de Toledo, fica a 11 km do extremo norte de Swanton. Ele está localizado a aproximadamente 41 ° 40'N, 83 ° 55'W .

## História
Assumption foi originalmente chamado de St. Mary's Corners porque era o local da Igreja Católica de St. Mary. Em 1840, a área foi chamada de Cantos de Caraghar e Caraghar, em homenagem a um dos primeiros colonizadores irlandeses da área chamado Patrick Caraghar. Junto com Caraghar veio a família Savage originada (provavelmente) de Condado de Down, Irlanda do Norte (Reino Unido). Hugh Savage e sua esposa Bridget Savage ajudaram a estabelecer a Igreja Católica de Santa Maria ou nos dias atuais (Igreja Católica da Santíssima Trindade). Seus nomes podem ser encontrados dentro da Igreja e do outro lado da rua no comentário local. Em 1942, a vila assumiu o nome atual.